# 타카모리 나츠미
타카모리 나츠미 (高森奈津美, 1987년 2월 14일 - )는 일본의 여성 성우. 프로 피트 소속.
야마나시현 고후시 출신. 신장 159 cm, 혈액형은 A형.

## 인물
프로 피트 성우 양성소 10기생 출신. 2009년 10월 졸소. '화이트 앨범'의 사쿠라단 역으로 데뷔. 성우가 되기 전에는 동일본 여객 철도 (JR동일본)에서 지상 근무에 종사하고 있던 경험이 있다.
성우를 목표로 한 계기는, 중학생의 시절에 여동생에게 만화 읽어 주기를 하며 '소리로 무엇인가의 캐릭터를 연기하는 것은 재미있다!'라고 생각했기 때문에.
'A&G NEXT GENERATION Lady Go!!' 외 요일을 담당하는 동년대의 여성 성우에서는, '남친으로 하고 싶다'라고 해지는 만큼, 미남자로 후련한 성격의 소유자. 본래 목소리는 약간 허스키로, 자주 소년 역도 연기한다. 단지, 타카모리 본인은 '매저키스트'를 공언하고 있다. 사무소의 공식 프로필에도 있듯이 일러스트가 능숙하다. 'A&G NEXT GENERATION Lady Go!!'의 코너 '나트코미'에서는, 완성도가 높은 일러스트를 피로하고 있었다.
고후 상업 고교에서는 배드민턴부에 들어가, 인터하이 (헤세이 16년도 전국 고등학교 종합 체육 대회)에 출장한 경험을 가졌다.
'사쿠라장의 애완 라디오'의 제2회로는, 청취자로부터 '서로의 첫인상에 대해'라는 메일이 보내져 오고, 양성소 시대부터의 후배이기도 한 카야노 아이에게 '가슴이 크다'라는 첫인상을 갖게 하고 있었던 것이 밝혀졌다. 또, 검은자위 십상이어서 약간 눈꼬리가 쳐져 있음의 눈동자가 특징. 본인 가라사대 '에로눈'의 소유자.
그 밖에도, 'A&G NEXT GENERATION Lady Go!!'로 다른 요일을 담당하는 여성 성우에서는 'Lady Go!! 의 섹시 담당'이라는 주지의 발언을 하는 일도 많다. 라디오로의 토크로 흥이 타면, 관동 방언이 매우 강해지는 특징을 가진다. 덧붙여 타카모리의 땅의 방언은 관동 방언은 아니고 코우슈우변이다. 또, 야마나시 현 출신이기도 해, 야마나시 현 후지요시다시의 관광 PR캐릭터 '앵직'의 캐릭터 보이스를 담당하고 있다.

## 출연 작품
※ 굵은 글씨는 메인 캐릭터

### 텔레비전 애니메이션
2015년
- 아이돌마스터 신데렐라 걸즈 (마에카와 미쿠[4])

2016년
- 다나카군은 항상 나른해 (미야노)

### 극장판 애니메이션
2017년
- 걸즈 앤 판처 최종장 제1화

2019년
- 센코롤 커넥트 (카나메)

2023년
- 극장판 프리큐어 올스타즈 F (코메코메)

## 게임
2012년
- 아이돌마스터 신데렐라 걸즈 (마에카와 미쿠)
- 사쿠라장의 애완 그녀[5] (카미이구사 미사키)

2016년
- 이스8:라크리모사 오브 다나 (락샤 로즈웰)

### 내용주
1. ↑  GirlsNews~성우 제68회에서 '성우 이벤트 정보'로의 ' '타카모리 나츠미와 우치다 마아야의 성우 직업 체험소'DVD 발매 기념 이벤트'에서.